# 베덴스빌
베덴스빌(Wädenswil)은 현지에서 베디 또는 베디쉬빌이라고 불리며, 스위스 취리히주의 호르겐구에 위치한 지자체이다. 2013년 기준으로 인구는 약 21,000명이다. 2019년 1월 1일에 휘텐과 쇠넨베르크의 이전 지자체가 베덴스빌 시로 병합되었다.

## 지리

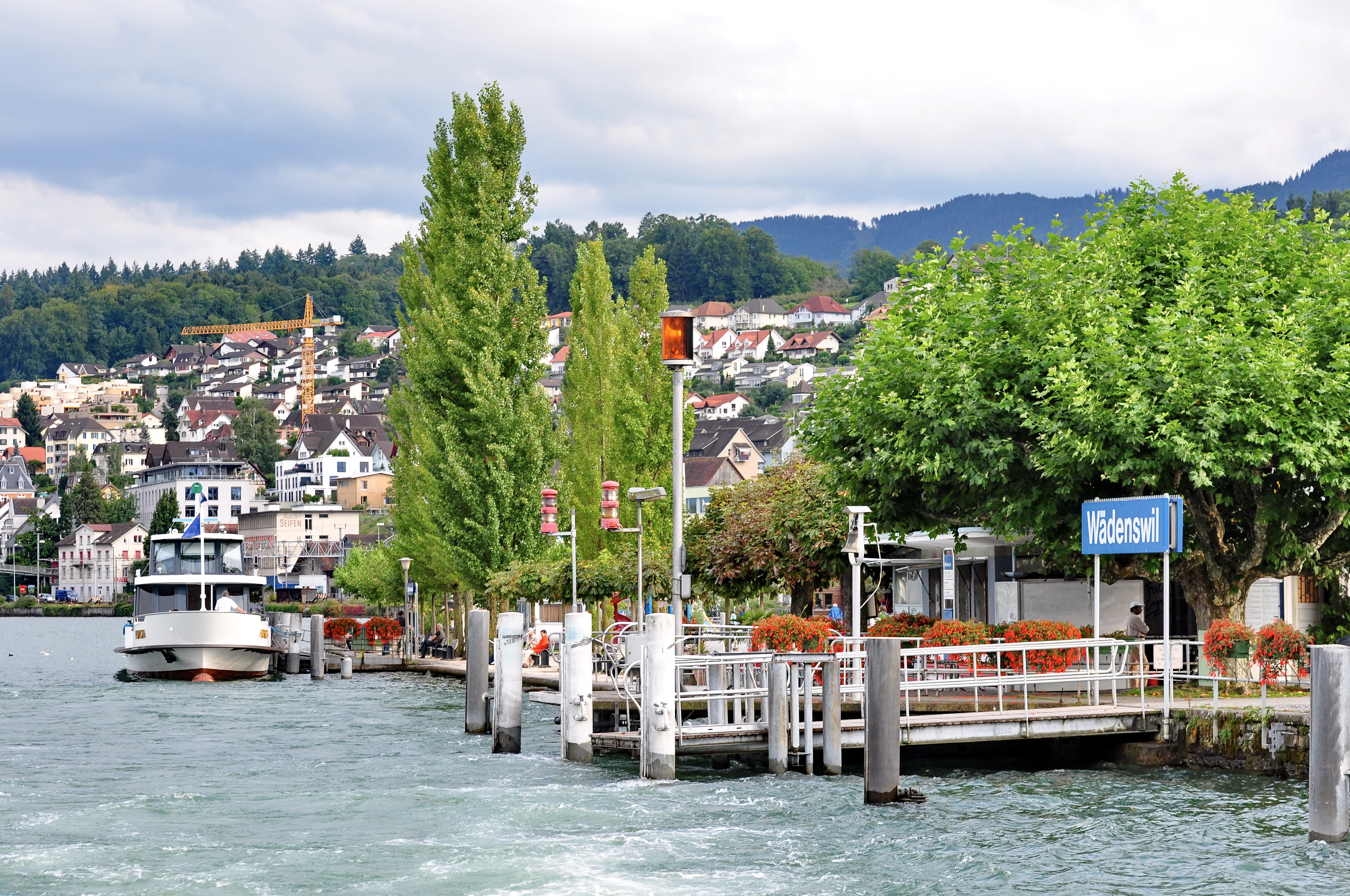
취리히 호수에서 본 베덴스빌

2019년 합병 전에 베덴스빌의 면적은 17.4k㎡였다. 이 지역 중 59.3%는 농업용으로, 9.6%는 산림, 29.8%는 주거지(건물 또는 도로), 나머지(1.3%)는 불모지(강, 빙하 또는 산)이다. 1996년 주택과 건물이 전체 면적의 20.8%를 차지했고 나머지는 교통 기반시설(9%)이 차지했다. 전체 비생산 지역 중 물(시냇물과 호수)은 면적의 0.4%를 차지했다. 2007년 기준으로 전체 지자체 면적의 24.5%가 어떤 유형의 건설을 진행 중이었다.

## 인구통계
베덴스빌의 인구(2020년 12월 31일 기준)는 24,832명이다. 2007년 기준으로 전체 인구의 20.5%가 외국인이다. 2008년 기준으로 인구의 성별 분포는 남성 48.6%, 여성 51.4%였다. 지난 10년 동안 인구는 2.1%의 비율로 증가했다. 대부분의 인구(2000년 기준)는 독일어(85.0%)를 사용하며 이탈리아어가 두 번째로 많이 사용(3.9%)하고 세르보-크로아티아어가 세 번째(1.9%)이다.
2007년 선거에서 가장 인기 있는 정당은 35.2%의 득표율을 기록한 SVP였다. 다음으로 가장 인기 있는 3개 정당은 SPS (17.6%), FDP (13%) 및 CSP (11.3%)였다.
인구의 연령분포(2000년 기준)는 아동·청소년(0~19세)이 22%, 성인(20~64세)이 64.2%, 노인(64세 이상)이 13.9%이다. 베덴스빌에서는 인구의 약 76.7%(25세 ~ 64세)가 비필수 고등교육 또는 추가 고등교육(대학 또는 응용학문대학)을 완료했다. 베덴스빌에는 8796세대가 있다.
베덴스빌의 실업률은 2.94%이다. 2005년 기준으로 1차 경제 부문에 268명이 고용되어 있으며, 이 부문에 약 84개 기업이 참여하고 있다. 2020년 사람들은 2차 부문에 고용되었고, 이 부문에는 195개의 기업이 있다. 5169명이 3차 부문에 고용되어 있으며, 이 부문에는 725개의 기업이 있다. 2007년 기준 노동인구의 44.8%가 상근직이고 55.2%가 파트타임직이다.
2008년 기준으로 바덴스빌에는 6,128명의 가톨릭 신자와 7,507명의 개신교 신자가 있었다. 2000년 인구 조사에서 종교는 몇 가지 더 작은 범주로 분류되었다. 인구 조사에서 43.5%는 일종의 개신교였으며, 40.5%는 스위스 개혁 교회에, 3%는 다른 개신교 교회에 속했다. 인구의 32.2%가 가톨릭 신자였다. 나머지 인구 중 5%는 무슬림, 7.5%는 다른 종교(목록에 없음), 4%는 무종교, 11.9%는 무신론자 또는 불가지론자였다.

## 기후
1991년에서 2020년 사이에 베덴스빌의 연간 강우량은 평균 136.0일이었고 평균 강수량은 1,362mm였다. 가장 습한 달은 베덴스빌의 평균 강수량이 163mm인 8월이었다. 가장 습한 달에는 평균 12.3일 동안 강수량이 있었다. 강수량이 가장 많은 달은 6월로 평균 13.3일이었다.
| 베덴스빌 (1991–2020)의 기후 | 베덴스빌 (1991–2020)의 기후 | 베덴스빌 (1991–2020)의 기후 | 베덴스빌 (1991–2020)의 기후 | 베덴스빌 (1991–2020)의 기후 | 베덴스빌 (1991–2020)의 기후 | 베덴스빌 (1991–2020)의 기후 | 베덴스빌 (1991–2020)의 기후 | 베덴스빌 (1991–2020)의 기후 | 베덴스빌 (1991–2020)의 기후 | 베덴스빌 (1991–2020)의 기후 | 베덴스빌 (1991–2020)의 기후 | 베덴스빌 (1991–2020)의 기후 | 베덴스빌 (1991–2020)의 기후 |
| 월                          | 1월                         | 2월                         | 3월                         | 4월                         | 5월                         | 6월                         | 7월                         | 8월                         | 9월                         | 10월                        | 11월                        | 12월                        | 연간                        |
| --------------------------- | --------------------------- | --------------------------- | --------------------------- | --------------------------- | --------------------------- | --------------------------- | --------------------------- | --------------------------- | --------------------------- | --------------------------- | --------------------------- | --------------------------- | --------------------------- |
| 일평균 최고 기온 °C (°F)    | 3.5 (38.3)                  | 5.2 (41.4)                  | 10.2 (50.4)                 | 14.8 (58.6)                 | 19.0 (66.2)                 | 22.6 (72.7)                 | 24.5 (76.1)                 | 23.9 (75.0)                 | 19.1 (66.4)                 | 13.9 (57.0)                 | 7.9 (46.2)                  | 4.2 (39.6)                  | 14.1 (57.4)                 |
| 일일 평균 기온 °C (°F)      | 1.0 (33.8)                  | 1.8 (35.2)                  | 5.8 (42.4)                  | 9.8 (49.6)                  | 13.9 (57.0)                 | 17.5 (63.5)                 | 19.3 (66.7)                 | 18.9 (66.0)                 | 14.7 (58.5)                 | 10.3 (50.5)                 | 5.2 (41.4)                  | 1.9 (35.4)                  | 10.0 (50.0)                 |
| 일평균 최저 기온 °C (°F)    | −1.4 (29.5)                 | −1.2 (29.8)                 | 1.9 (35.4)                  | 5.2 (41.4)                  | 9.3 (48.7)                  | 12.9 (55.2)                 | 14.7 (58.5)                 | 14.5 (58.1)                 | 10.9 (51.6)                 | 7.3 (45.1)                  | 2.7 (36.9)                  | −0.4 (31.3)                 | 6.4 (43.5)                  |
| 평균 강수량 mm (인치)       | 80 (3.1)                    | 78 (3.1)                    | 89 (3.5)                    | 94 (3.7)                    | 140 (5.5)                   | 149 (5.9)                   | 155 (6.1)                   | 163 (6.4)                   | 116 (4.6)                   | 99 (3.9)                    | 95 (3.7)                    | 105 (4.1)                   | 1,362 (53.6)                |
| 평균 강수일수 (≥ 1.0 mm)    | 10.4                        | 9.7                         | 11.3                        | 10.6                        | 13.0                        | 13.3                        | 12.9                        | 12.3                        | 10.5                        | 10.2                        | 10.1                        | 11.7                        | 136.0                       |
| 평균 상대 습도 (%)          | 81                          | 76                          | 71                          | 67                          | 70                          | 70                          | 70                          | 74                          | 79                          | 83                          | 84                          | 83                          | 76                          |
| 평균 월간 일조시간          | 56                          | 87                          | 144                         | 183                         | 198                         | 216                         | 234                         | 218                         | 161                         | 107                         | 57                          | 44                          | 1,703                       |
| 가능 일조율                 | 24                          | 34                          | 42                          | 47                          | 44                          | 47                          | 51                          | 52                          | 46                          | 35                          | 24                          | 20                          | 42                          |
| 출처: MeteoSwiss            |                             |                             |                             |                             |                             |                             |                             |                             |                             |                             |                             |                             |                             |

## 문화유산
취리히제 호숫가에 위치한 베덴스빌-포어더 아우는 유네스코 세계문화유산인 알프스 주변의 선사시대 말뚝 주거지를 구성하는 56개 스위스 유적지의 일부이며, 이 정착지는 스위스 국가 및 A급 객체로서의 지역적 중요성으로 목록에 올라가 있다.

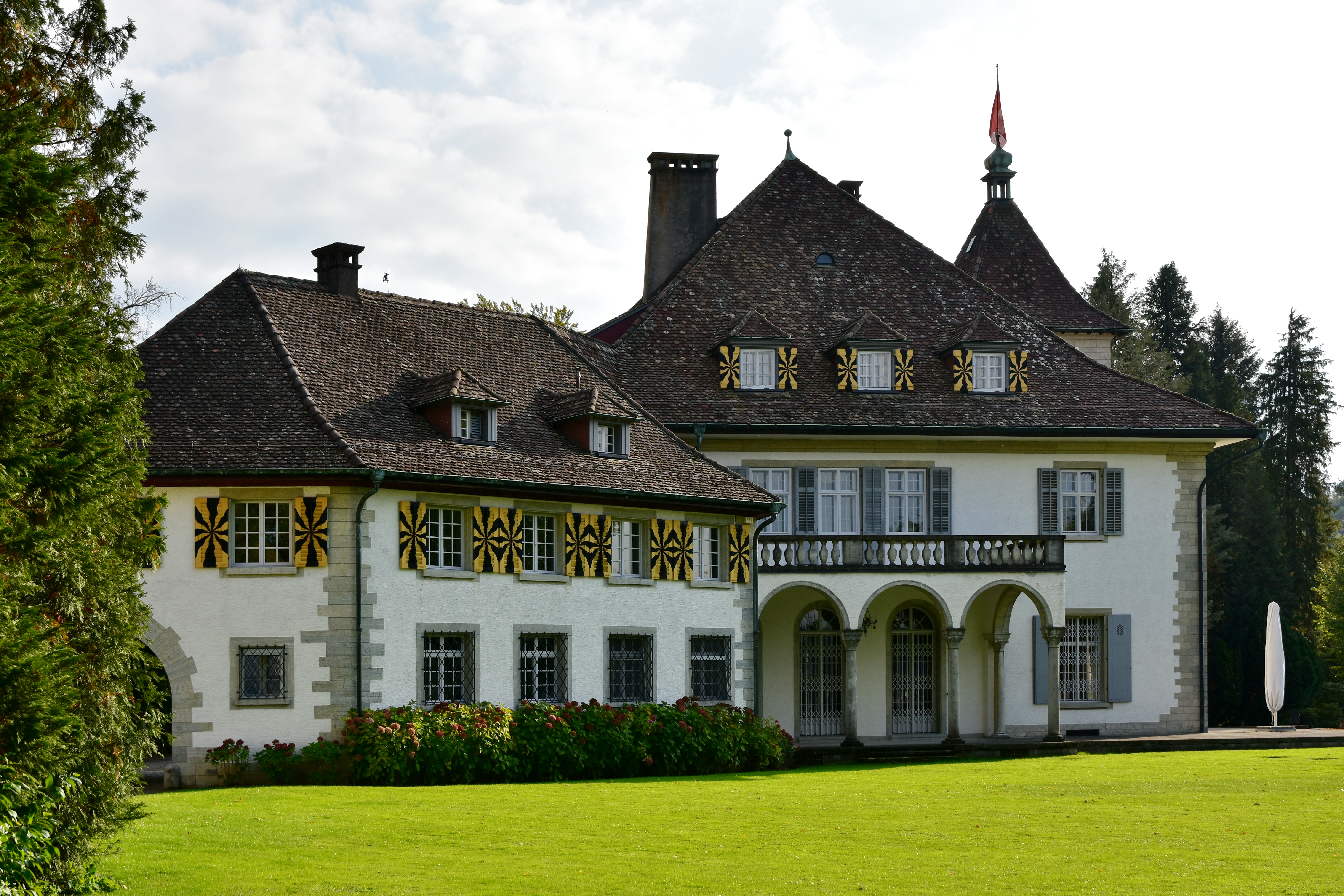
아우반도의 아우성

아우 반도의 아우성, 부속 건물과 공원은 스위스 국가 및 지역 중요 문화재 목록에 지역 중요 B급 대상으로 등재되어 있다.
스위스 취리히주에 있는 베덴스빌 양조장은 1833년부터 1990년까지 양조장이었다. 이전 양조장 건물은 2003년에 부분적으로 철거되었다. 그러나 베덴스빌러 맥주 양조의 전통은 "Wadi-Brau-Huus AG»로 1992년부터 계속된다.
1500년대 초반부터 베덴스빌과 인근 리히터스빌은 재세례파 그룹의 고향이 되었으며, 이들 중 많은 사람들이 1700년대에 펜실베니아로 이주했다. 이 지역에서 흔히 볼 수 있는 성은 여전히 그 주의 남동부 지역에서 많이 발견된다.

## 교통
지자체는 A3 고속도로에 있다.
베덴스빌역은 취리히로 향하는 호수선의 취리히 S-반 서비스 S2 및 S8에 의해 제공되며, 아인지델른으로 가는 S13 서비스의 종점이다. 또한 시간당 장거리 서비스, 일반적으로 바젤과 쿠어 사이의 인터레기오 서비스가 제공되지만, 때로는 함부르크 또는 브뤼셀과 쿠어 사이의 유로시티가 제공된다. 취리히 중앙역에서 S8로 29분 거리에 있다.
질탈 취리히 위틀리베르크 철도(SZU)에서 제공하는 처머베르크 버스 노선(Zimmerbergbus)은 치머베르크 지역과 질 계곡의 일부를 연결한다.
여름에는 베덴스빌에서 취리히제-해운회사(ZSG)가 운영하는 취리히와 라퍼스빌 간의 정기 선박 서비스가 제공되며 다양한 호숫가 마을에서 기항한다. 같은 회사에서 1년 내내 시간 단위로 운영하는 여객 페리는 베덴스빌과 메네도르프와 슈테파를 호수 반대편에 연결한다. ZSG의 모터 선박 베덴스빌은 마을 이름을 따서 명명되었다.